# Akbulakskij rajon
L'Akbulakskij rajon (in russo Акбулакский район?) è un rajon dell'Oblast' di Orenburg, nella Russia europea. Istituito nel 1934, il capoluogo è Akbulak.